# Серебрянский сельсовет (Новосибирская область)
Серебрянский сельсовет — сельское поселение в Чулымском районе Новосибирской области Российской Федерации.
Административный центр — село Серебрянское.

## История
Статус и границы сельского поселения установлены Законом Новосибирской области от 2 июня 2004 года № 200-ОЗ «О статусе и границах муниципальных образований Новосибирской области»
В 1911 году в с. Серебрянском была построена церковь во имя святого преподобного Серафима Саровского чудотворца. В с.Серебрянском также была часовня во имя святого преподобного Серафима Саровского чудотворца и церковно-приходская школа.

## Население
| 2002  | 2010  | 2012  | 2013  | 2014  | 2015  | 2016  |
| ----- | ----- | ----- | ----- | ----- | ----- | ----- |
| 1319  | ↘1120 | ↘1118 | ↘1103 | ↗1117 | ↘1069 | ↘1064 |
| 2017  | 2018  | 2019  | 2020  | 2021  |       |       |
| ↘1050 | ↘1046 | ↘1026 | ↘1021 | ↘1000 |       |       |

## Состав сельского поселения
| № | Населённый пункт | Тип населённого пункта       | Население |
| - | ---------------- | ---------------------------- | --------- |
| 1 | Ваничкино        | посёлок                      | ↘88       |
| 2 | Князевский       | посёлок                      | →130      |
| 3 | Малосуминский    | посёлок                      | ↘1        |
| 4 | Сарыкамышка      | посёлок                      | ↘128      |
| 5 | Серебрянское     | село, административный центр | ↘773      |